# Serrano (llengua)
El serrano era una llengua de les llengües takic de la família lingüística uto-asteca parlada pels serrano, un poble d'amerindis dels Estats Units que vivia al sud de Califòrnia. La llengua és força relacionada amb el tongva i el kitanemuk. El serrano és una llengua aglutinant, on les paraules utilitzen sufixos complexos per a una varietat de propòsits amb diversos morfemes enfilats.

## Revitalització lingüística
Segons Ethnologue hi havia un parlant en 1994. El darrer parlant nadiu fou Dorothy Ramon, qui va morir en 2002. La llengua està gairebé extingida però hi ha intents per a reviure-la, ambdós a les reserves de la Banda San Manuel d'Indis de Missió i de la Banda Morongo d'Indis de Missió. La professora de llengua Pauline Murillo ha ajudat a desenvolupar un CD ROM interactiu per a aprendre serrano. A partir de 2013 s'han desenvolupat aplicacions i jocs i el San Manuel Band's Serrano Language Revitalization Project (SLRP) busca desenvolupar encara més els recursos multimèdia per a estudiants de l'idioma. El maig de 2013, Cal State San Bernardino anuncià que podia oferir classes de serrano.
El projecte Limu ofereix cursos online en maarrenga' (dialecte serrano de la banda Morongo) i Yuhaviat (dialecte serrano de la banda Santos Manuel).
La llengua serrano era tradicionalment una llengua oral; no es va usar un alfabet fins a la dècada del 1990. Cap al 2005 es va desenvolupar un nou alfabet de 47 lletres, que incloïa l'oclusiva glotal sorda.